# انتظار برای همیشه
انتظار برای همیشه (به انگلیسی: Waiting for Forever) یک فیلم رمانتیک محصول سال ۲۰۱۰ آمریکا، به کارگردانی جیمز کیچ است.

## داستان
اِما (ریچل بیلسون) و ویل (تام استاریج) در دوران کودکی بهترین دوستان یکدیگر بوده‌اند و از سال‌ها پیش با هم ارتباطی نداشته‌اند. اِما که رابطه خوبی با مادرش ندارد، به علت بیماری علاج ناپذیر پدرش به شهر خود برمیگردد.

ویل اکنون یک نوازنده و شعبده باز خیابان‌گرد است. یک زن و مرد او را با ماشین به‌طور رایگان در سراسر کشور گرداننده و به خانه می‌رسانند و ویل برای آن‌ها تعریف می‌کند که چگونه عاشق اما شده و چگونه اما همیشه با او بود و زمانی که پدر و مادر ویل در یک تصادف کشته شدند کنار او بوده‌است.

هنگامی که ویل به خانه می‌رسد برادرش جیم (اسکات مکلوویچ) را می‌بیند که معتقد است ویل به دلیل مرگ پدر و مادرش، دچار مشکلات روانی شده‌است و وسواس وی به اِما احمقانه است. سپس ویل با دوست دوران کودکی خود جو می‌ماند و به او می‌گوید که قرار است فردا به اِما ابراز علاقه کند.

## بازیگران
- ریچل بیلسون در نقش اما توئیست
  - میا اونیل در نقش کودکی اما
- تام استاریج در نقش ویل دانر
  - کلت کوک در نقش کودکی ویل
- بلایث دانر در نقش میراندا، مادر اِما
- ریچارد جنکینز در نقش ریچارد، پدر اِما
- اسکات مکلوویچ در نقش جیم، برادر ویل
- جایمی کینگ در نقش سوزان، زن جیم
- نیکی بلونسکی در نقش دولورس
- نلسون فرنکلین در نقش جو
- کی.سی. کلاید در نقش دنیس
- راز رایان در نقش دوروتی
- متیو دیویس در نقش آرون
- لری فیلیون در نقش لری، متصدی بار
- ریچارد گنت در نقش آلبرت
- ک. دانر جرالد در نقش کارآگاه ۲
- فرانک گریش در نقش راننده تاکسی
- چارلز هالفورد در نقش یک سپاهی دولت
- بورزین موتاجیان در نقش راننده
- جوزف د. رید در نقش مرد بی خانمان
- اندرو روچ در نقش استوارت
- جان راس در نقش پدر ویل
- میشل سبکزس در نقش مادر ویل
- دیوید تیلور در نقش دنیس
- آس اولسون در نقش آموس، برادرزاده ویل